# 3-й армійський корпус (Україна)
3-й армійський корпус (3 АК) — оперативно-тактичне об'єднання Сухопутних військ Збройних сил України. Корпус створений 2025 року на базі 3 ОШБр.

## Історія
14 березня 2025 року Андрій Білецький оголосив, що 3-тя окрема штурмова бригада стала 3-м армійським корпусом. Заступник командира 3-ї бригади підполковник Максим Жорін у інтерв'ю уточнив, що хоча корпус формується на базі 3-ї штурмової бригади, проте ця бригада продовжить існування у його складі, але туди будуть також додані інші бригади після формування управління корпусу.
24 березня 2025 року корпус заявив про створення власного полку безпілотних систем.
31 березня 2025 року корпус долучився до проєкту «Контракт 18-24». Командувач Андрій Білецький заявив, що це стосується охочих служити на бойових посадах і це «правильна ініціатива».

## Структура
- 3-тя окрема штурмова бригада[3][6]
- 53-тя окрема механізована бригада[7]
- 60-та окрема механізована Інгулецька бригада[8]
- 63-тя окрема механізована бригада[9]
- зенітний ракетний полк «Аквіла»[10]
- 21-й окремий полк безпілотних систем[11][12]
- 4-й окремий медичний батальйон[13]
- інженерний батальйон[14]
- ремонтно-відновлювальний батальйон[15]

## Оснащення
- Patria[16]

## Командування

### Командири
- з 2025: полковник Білецький Андрій Євгенійович[17]
- з 2025: заступник командира підполковник Кудряшов Родіон Олегович

### Відео
- Армія TV (2025.03). БІЛЕЦЬКИЙ: Про третій армійський корпус, негідників в армії та готовність Європи до війни.